# Afronycteris
Afronycteris – rodzaj ssaków z podrodziny mroczków (Vespertilioninae) w obrębie rodziny mroczkowatych (Vespertilionidae).

## Zasięg występowania
Rodzaj obejmuje gatunki występujące w Afryce.

## Morfologia
Długość ciała (bez ogona) 34–44 mm, długość ogona 26–40 mm, długość ucha 5–13 mm, długość tylnej stopy 5–9 mm, długość przedramienia 25–35 mm; masa ciała 2–6,5 g.

## Systematyka
Rodzaj zdefiniował w 2020 roku międzynarodowy zespół zoologów (Suazyjczyk Ara Monadjem oraz Amerykanie Bruce D. Patterson i Terrence C. Demos) w artykule poświęconym przeglądowi mroczkowatych z Afryki Wschodniej opublikowanym na łamach Zoological Journal of the Linnean Society. Na gatunek typowy autorzy wyznaczyli (oryginalne oznaczenie) afrokarlika bananowego (A. nanus).

### Etymologia
Afronycteris: łac. Afer, Afra ‘afrykański, Afrykanin, z Afryki’, od Africa ‘Afryka’; gr. νυκτερις nukteris, νυκτεριδος nukteridos ‘nietoperz’.

### Podział systematyczny
Do rodzaju należą następujące gatunki:
- Afronycteris nanus (W. Peters, 1852) – afrokarlik bananowy
- Afronycteris helios (E. Heller, 1912) – afrokarlik słoneczny